# Fjälltjärnen (Naverstads socken, Bohuslän)
Fjälltjärnen är en sjö i Tanums kommun i Bohuslän och ingår i Enningdalsälvens huvudavrinningsområde.